# Prionocyphon anticetestaceus
Prionocyphon anticetestaceus es una especie de coleóptero de la familia Scirtidae.

## Distribución geográfica
Habita en Bután.